# Hickory Flat
Hickory Flat es un pueblo del Condado de Benton, Misisipi, Estados Unidos. Según el censo de 2000 tenía una población de 565 habitantes.

## Demografía
Según el censo de 2000, había 565 personas, 221 hogares y 161 familias residiendo en la localidad. La densidad de población era de 237,1 hab./km². Había 242 viviendas con una densidad media de 101,6 viviendas/km². El 86,19% de los habitantes eran blancos, el 12,74% afroamericanos, el 0,71% amerindios y el 0,35% pertenecía a dos o más razas. El 0,18% de la población eran hispanos o latinos de cualquier raza.
Según el censo, de los 221 hogares en el 37,6% había menores de 18 años, el 54,8% pertenecía a parejas casadas, el 13,6% tenía a una mujer como cabeza de familia, y el 27,1% no eran familias. El 25,3% de los hogares estaba compuesto por un único individuo, y el 13,6% pertenecía a alguien mayor de 65 años viviendo solo. El tamaño promedio de los hogares era de 2,56 personas y el de las familias de 3,06.
La población estaba distribuida en un 29,2% de habitantes menores de 18 años, un 12,4% entre 18 y 24 años, un 27,1% de 25 a 44, un 17,7% de 45 a 64, y un 13,6% de 65 años o mayores. La media de edad era 31 años. Por cada 100 mujeres había 78,8 hombres. Por cada 100 mujeres de 18 años o más, había 76,2 hombres.
Los ingresos medios por hogar en la localidad eran de 24.141 dólares ($), y los ingresos medios por familia eran 30.385 $. Los hombres tenían unos ingresos medios de 27.321 $ frente a los 18.438 $ para las mujeres. La renta per cápita para la ciudad era de 12.392 $. El 17,4% de la población y el 18,4% de las familias estaban por debajo del umbral de pobreza. El 16,2% de los menores de 18 años y el 10,7% de los habitantes de 65 años o más vivían por debajo del umbral de pobreza.

## Geografía
Según la Oficina del Censo de los Estados Unidos, la localidad tiene un área total de 2,4 km², todos ellos correspondientes a tierra firme.